# Шух. Історія легенди
«Шух. Історія легенди» — український комікс виданий в 2025 році. Комікс розповідає про життя командира УПА  Романа Шухевича.

## Сюжет
Легендарний командир УПА, який став символом боротьби за Україну. Але водночас був амбітним спортсменом, музикантом, креативним підприємцем і невловимим конспіратором.
Після смерті Шухевичу не пощастило двічі: одні перетворили його на нацистського колаборанта, інші — на бронзового ідола. Але яким він був насправді? 
В мальописі шість розділів, кожен із яких присвячено різним сферам життя героя – від дитинства і навчання в гімназії до ув’язнення, служби та шляху до становлення очільником опору. На тлі історичних подій комікс знайомить читача з усією родиною Шухевичів, кожного з членів якої спіткала нелегка і почасти трагічна доля. Та історія ця не трагічна, вона радше про боротьбу і надію..